# Saint-Hippolyte, Gironde
Saint-Hippolyte är en kommun i departementet Gironde i regionen Nouvelle-Aquitaine i sydvästra Frankrike. Kommunen ligger i kantonen Castillon-la-Bataille som tillhör arrondissementet Libourne. År 2022 hade Saint-Hippolyte 124 invånare.

## Befolkningsutveckling
Antalet invånare i kommunen Saint-Hippolyte
Referens:INSEE